# FIFA-Klub-Weltmeisterschaft 2020
Die FIFA-Klub-Weltmeisterschaft 2020 (englisch FIFA Club World Cup 2020) war die 17. Austragung dieses weltweiten Fußballwettbewerbs für Vereinsmannschaften. Der Wettbewerb fand zum zweiten Mal nach 2019 in Katar statt und diente wie der vorherige als Test für die Fußball-Weltmeisterschaft 2022. Im Juni 2019 erteilte die FIFA Katar den Zuschlag für beide Turniere. Die eigentlich für Dezember 2020 geplante Austragung wurde wegen Termin-Verschiebungen in einzelnen Kontinentalverbänden infolge der COVID-19-Pandemie auf Februar 2021 verschoben.
Sieger wurde zum zweiten Mal der FC Bayern München, der im Finale den mexikanischen Verein UANL Tigres mit 1:0 besiegte. Im Spiel um Platz 3 setzte sich der ägyptische Vertreter al Ahly SC mit 3:2 im Elfmeterschießen gegen Palmeiras São Paulo aus Brasilien durch.

## Modus
Gegenüber dem seit 2007 geltenden Austragungsmodus gab es keine Änderungen. Das Turnier wurde mit zunächst sieben Teilnehmern geplant. Neben den sechs Siegern der kontinentalen Meisterwettbewerbe auf Klubebene aus Asien (AFC), Afrika (CAF), der Karibik, Nord- und Zentralamerika (CONCACAF), Südamerika (CONMEBOL), Europa (UEFA) und Ozeanien (OFC) trat auch der Meister aus der Liga des Gastgeberlandes – dieses Jahr aus Katar – an, der zunächst ein Ausscheidungsspiel gegen den Sieger der OFC Champions League bestreiten sollte. Hätte ein Klub aus Katar die AFC Champions League gewonnen, wäre stattdessen der Verlierer des Endspiels der AFC Champions League qualifiziert gewesen. Der Sieger des Ausscheidungsspieles spielte mit den Vertretern Afrikas, Asiens und der CONCACAF zwei Teilnehmer am Halbfinale aus. Für dieses waren die Teilnehmer aus Europa und Südamerika bereits gesetzt und bestritten jeweils nur zwei Spiele. Gespielt wurde im K.-o.-System.
Da der ozeanische Vertreter aufgrund von Quarantänebestimmungen durch die COVID-19-Pandemie nicht am Wettbewerb teilnehmen konnte, entfiel das Ausscheidungsspiel mit dem Gastgeber.

## Spielstätten
| \| ar-Rayyan \|         |
| Spielorte 2020 in Katar |
| ar-Rayyan               |

| ar-Rayyan |

## Teilnehmer
Teilnehmer sind die Sieger der folgenden Wettbewerbe:
| Ulsan Hyundai |

| al Ahly SC |

| UANL Tigres |

| Palmeiras São Paulo |

| Auckland City FC |

| FC Bayern München |

| al-Duhail SC |

| Ulsan Hyundai |

| al Ahly SC |

| UANL Tigres |

| Palmeiras São Paulo |

| Auckland City FC |

| FC Bayern München |

| al-Duhail SC |

## Das Turnier im Überblick
| Spiel              | Datum       | Ortszeit (MEZ)        | Stadion                | Mannschaft 1        | Ergebnis       | Mannschaft 2        |
| ------------------ | ----------- | --------------------- | ---------------------- | ------------------- | -------------- | ------------------- |
| Ausscheidungsspiel | 1. Februar  | 20:30 Uhr (18:30 Uhr) | Ahmed bin Ali Stadium  | al-Duhail SC        | w/o            | Auckland City FC    |
| Viertelfinale 1    | 4. Februar  | 17:00 Uhr (15:00 Uhr) | Ahmed bin Ali Stadium  | UANL Tigres         | 2:1 (2:1)      | Ulsan Hyundai       |
| Viertelfinale 2    | 4. Februar  | 20:30 Uhr (18:30 Uhr) | Education City Stadium | al-Duhail SC        | 0:1 (0:1)      | al Ahly SC          |
| Spiel um Platz 5   | 7. Februar  | 18:00 Uhr (16:00 Uhr) | Ahmed bin Ali Stadium  | Ulsan Hyundai       | 1:3 (0:1)      | al-Duhail SC        |
| Halbfinale 1       | 7. Februar  | 21:00 Uhr (19:00 Uhr) | Education City Stadium | Palmeiras São Paulo | 0:1 (0:0)      | UANL Tigres         |
| Halbfinale 2       | 8. Februar  | 21:00 Uhr (19:00 Uhr) | Ahmed bin Ali Stadium  | al Ahly SC          | 0:2 (0:1)      | FC Bayern München   |
| Spiel um Platz 3   | 11. Februar | 18:00 Uhr (16:00 Uhr) | Education City Stadium | al Ahly SC          | 0:0, 3:2 i. E. | Palmeiras São Paulo |

### Finale
| UANL Tigres                                                                         | UANL Tigres | FC Bayern München | FC Bayern München | Aufstellung                                     |
| ----------------------------------------------------------------------------------- | --- | --- | ----------------- | ----------------------------------------------- |
| UANL Tigres                                                                         | \| 11. Februar 2021 um 21:00 Uhr (19:00 Uhr MEZ) in ar-Rayyan (Education City Stadium) \| \| Ergebnis: 0:1 (0:0) \| \| Zuschauer: 8.000[5] \| \| Schiedsrichter: Esteban Ostojich ( Uruguay) \| \| Spielbericht \|                               | \| 11. Februar 2021 um 21:00 Uhr (19:00 Uhr MEZ) in ar-Rayyan (Education City Stadium) \| \| Ergebnis: 0:1 (0:0) \| \| Zuschauer: 8.000[5] \| \| Schiedsrichter: Esteban Ostojich ( Uruguay) \| \| Spielbericht \|                                                                                 | FC Bayern München | Aufstellung UANL Tigres gegen FC Bayern München |
| UANL Tigres                                                                         | Nahuel Guzmán – Luis Rodríguez (80. Julián Quiñones), Diego Reyes, Carlos Salcedo, Jesús Dueñas – Javier Aquino, Rafael Carioca, Guido Pizarro , Luis Quiñones – Carlos González, André-Pierre Gignac Cheftrainer: Ricardo Ferretti ( Brasilien) | Manuel Neuer – Benjamin Pavard, Niklas Süle, Lucas Hernández, Alphonso Davies – Joshua Kimmich, David Alaba – Leroy Sané (73. Jamal Musiala), Kingsley Coman (73. Douglas Costa), Serge Gnabry (64. Corentin Tolisso) – Robert Lewandowski (73. Eric Maxim Choupo-Moting) Cheftrainer: Hansi Flick | FC Bayern München | Aufstellung UANL Tigres gegen FC Bayern München |
| UANL Tigres                                                                         | 0:1 Pavard (59.) | | FC Bayern München | Aufstellung UANL Tigres gegen FC Bayern München |
| UANL Tigres                                                                         | Dueñas (42.), Rodríguez (69.), Carioca (90.) | | FC Bayern München | Aufstellung UANL Tigres gegen FC Bayern München |
| UANL Tigres                                                                         | Spieler des Spiels: Joshua Kimmich (FC Bayern München) | | FC Bayern München | Aufstellung UANL Tigres gegen FC Bayern München |
| 11. Februar 2021 um 21:00 Uhr (19:00 Uhr MEZ) in ar-Rayyan (Education City Stadium) | | |                   |                                                 |
| Ergebnis: 0:1 (0:0)                                                                 | | |                   |                                                 |
| Zuschauer: 8.000                                                                    | | |                   |                                                 |
| Schiedsrichter: Esteban Ostojich ( Uruguay)                                         | | |                   |                                                 |
| Spielbericht                                                                        | | |                   |                                                 |

### Kader des FC Bayern München
Folgende Spieler standen im 23-Mann-Kader des FC Bayern München:
| 1.                | FC Bayern München |
| FC Bayern München | - Tor: Ron-Thorben Hoffmann (0 Spiele / 0 Tore), Manuel Neuer (2/0), Lukas Schneller (-) - Abwehr: David Alaba (2/0), Jérôme Boateng (1/0), Alphonso Davies (2/0), Lucas Hernández (1/0), Benjamin Pavard (2/1), Bouna Sarr (-), Niklas Süle (2/0) - Mittelfeld: Tiago Dantas (-), Leon Goretzka (-), Joshua Kimmich (2/0), Jamal Musiala (2/0), Marc Roca (1/0), Corentin Tolisso (2/0) - Sturm: Eric Maxim Choupo-Moting (2/0), Kingsley Coman (2/0), Douglas Costa (1/0), Serge Gnabry (2/0), Robert Lewandowski (2/2), Thomas Müller (1/0), Leroy Sané (2/0) - Cheftrainer: Hansi Flick |

## Statistik
| Rang | Klub                |
| ---- | ------------------- |
| 1    | FC Bayern München   |
| 2    | UANL Tigres         |
| 3    | Al Ahly SC          |
| 4    | Palmeiras São Paulo |
| 5    | al-Duhail SC        |
| 6    | Ulsan Hyundai       |
| 7    | Auckland City FC    |

| Rang | Spieler             | Klub              | Tore |
| ---- | ------------------- | ----------------- | ---- |
| 1    | André-Pierre Gignac | UANL Tigres       | 3    |
| 2    | Robert Lewandowski  | FC Bayern München | 2    |
| 3    | Almoez Abdulla      | al-Duhail SC      | 1    |
|      | Edmílson Junior     | al-Duhail SC      | 1    |
|      | Kim Kee-hee         | Ulsan Hyundai     | 1    |
|      | Mohammed Muntari    | al-Duhail SC      | 1    |
|      | Benjamin Pavard     | FC Bayern München | 1    |
|      | Hussein El-Shahat   | al Ahly SC        | 1    |
|      | Yoon Bit-garam      | Ulsan Hyundai     | 1    |

## Ehrungen

### Adidas Goldener Ball
Der Goldene Ball für den besten Spieler des Turniers ging an den Polen Robert Lewandowski vom Sieger FC Bayern München. Der Silberne Ball wurde an den Franzosen André-Pierre Gignac vom Finalisten UANL Tigres verliehen. Den Bronzenen Ball erhielt der Deutsche Joshua Kimmich vom FC Bayern.

### FIFA-Fair-Play-Trophäe
Den Fair-Play-Preis für sportlich korrektes Auftreten auf und außerhalb des Rasens konnte sich der al-Duhail SC sichern.

## Schiedsrichter
Für die Leitung der Spiele bei der Klub-Weltmeisterschaft berief die FIFA insgesamt sieben Schiedsrichter sowie zwölf Schiedsrichterassistenten. Für den Einsatz des Videobeweises wurde darüber hinaus insgesamt sieben Videoschiedsrichter nominiert. Unter den Teams befindet sich auch ein weibliches Trio unter Führung der Brasilianerin Edina Alves Batista. Der eigentlich nominierte Uruguayer Leodán González wurde aus gesundheitlichen Gründen durch Esteban Ostojich ersetzt.
| Verband  | Schiedsrichter             | Assistenten                       | Videoschiedsrichter          |
| -------- | -------------------------- | --------------------------------- | ---------------------------- |
| AFC      | Mohammed Abdullah Mohammed | Mohamed al-Hammadi Hasan al-Mahri | Khamis al-Marri              |
| CAF      | Maguette N’Diaye           | Djibril Camara El Hadji Samba     | Rédouane Jiyed               |
| CONCACAF | Mario Escobar              | Humberto Panjoj Nicholas Anderson | Drew Fischer                 |
| CONMEBOL | Edina Alves Batista        | Neuza Back Mariana de Almeida     | Julio Bascuñán Nicolás Tarán |
| CONMEBOL | Esteban Ostojich           | Nicolas Taran Richard Trinidad    | Julio Bascuñán Nicolás Tarán |
| UEFA     | Danny Makkelie             | Mario Diks Hessel Steegstra       | Kevin Blom Jochem Kamphuis   |
| OFC      | Abdelkader Zitouni         |                                   |                              |